# Auriphrygium
Auriphrygium, ord för guldbroderi som härrör från romarrikets kuvande av frygerna (år 130 f.Kr.). Frygerna var nämligen kända för sina kostbara textililer och guldbroderier.